# آگوستینو دی بارتولومی
آگوستینو دی بارتولومی (۸ آوریل ۱۹۵۵ – ۳۰ مه ۱۹۹۴) بازیکن فوتبالی ایتالیایی بود که در پست هافبک میانی و مدافع بازی می‌کرد. از دی بارتولومی به عنوان یکی از بزرگترین بازیکنان تاریخ رم نام می‌برند و در عین حال او یکی از بزرگترین بازیکنانی نیز هست که هرگز پیراهن تیم ملی بزرگسالان ایتالیا را به تن نکردند.

## زندگینامه فوتبالی

### تیم جوانان رم
آگوستینو کارش را با گارباتلا آغاز کرد و در ۱۴ سالگی جذب آکادمی رم شد. او کاپیتان تیم جوانان رم شد و توانست دو بار متوالی در سال‌های ۱۹۷۳ و ۱۹۷۴ قهرمان جوانان ایتالیا شود. دی بارتولومی و جوانان رم دو بار در سال‌های ۱۹۷۴ و ۱۹۷۵ قهرمان جام حذفی جوانان ایتالیا هم شدند و حتی او یک بار بهترین گلزن آن مسابقات هم شد. پیش از دی بارتولومی، تیم جوانان رم نتوانسته بود در لیگ یا جام حذفی قهرمان شود.

### آ.اس.رم
در رم دی بارتولومی سریعاً پیشرفت کرد و اولین بازی خود را در سری آ در ۱۸ سالگی در فصل ۷۳-۱۹۷۲ انجام داد. در این بازی رم به یک تساوی بدون گل خارج از خانه دست یافت. شش ماه بعد از بازی برابر اینتر، او توانست برابر بولونیا اولین گلش با پیراهن جالوروسی را به ثمر برساند و در پیروزی ۲–۱ تیمش سهیم شود.
آگوستینو طی سه سال در ۲۲ بازی به میدان رفت.

### ویچنزا
در ۱۹۷۵، رم تصمیم گرفت تا ستاره های جوان خود یعنی آگوستینو دی بارتولومی و برونو کونتی را برای کسب تجربه به تیم هایی در سری ب قرض بدهد؛ از این رو آگوستینو به ویچنزا و برونو کونتی به جنوا رفتند.

### آ.اس.رم
در تابستان ۱۹۷۶، دی بارتولومی به رم بازگشت و تبدیل به یکی از مهره‌های کلیدی تیم محبوبش شد و هواداران او را با چهار نام مستعار «نینائو» (بیش از حد خواب آلود)، «کالیگولا» (شجاع و با کاریزما)، «آگو» و «دیبا» خطاب می‌کردند.
در آن دوران رم علاوه بر دی بارتولومی، پائولو روبرتو فالکائو ی مشهور را نیز در اختیار داشت. لیدهولم برای برقراری تعادل در تیمش تصمیم گرفت تا دی بارتولومی را یک خط عقب‌تر ببرد و به او وظایف دفاعی دهد و بخش عمده فعالیت‌های هجومی را به فالکائو بسپارد.
در ۱۹۷۹، نیلز لیدهولم برای دومین بار هدایت رم را بدست گرفت و او سابقه همکاری با دی بارتولومی را داشت. در دومین دوره حضور لیدهولم در رم، دی بارتولومی تبدیل به کاپیتان تیم شد. دی بارتولومی هافبک بود، اما به ثمر رساندن گل‌های فراوان باعث شده بود تا هواداران رم سرودی به افتخار او بخوانند: اووو، آگوستینو، آگو، آگو، آگو، آگوستینو گل!!!»
دی بارتولومی با تیم بزرگسالان رم به سه قهرمانی کوپا ایتالیا رسید، اما مهم‌ترین دستاوردش قهرمانی سری آ در ۱۹۸۳ بود. فصل بعد رم به فینال جام باشگاه‌های اروپا رسید و برابر لیورپول قرار گرفت. در فینال جام باشگاه‌های اروپا که در شهر رم برگزار شد، رم و لیورپول به تساوی ۱–۱ رسیدند. در ضربات پنالتی، دی بارتولومی ضربه پنالتی اش را به سبک خاص خودش گل کرد، او نزدیک توپ می‌ایستاد و برخلاف بسیاری از بازیکن فوتبال‌ها اصلاً دور خیر نمی‌کرد. با این حال، برونو کونتی و فرانچسکو گراتزیانی پنالتی‌هایشان را از دست دادند و رم از رسیدن به قهرمانی بازماند.
آن آخرین فصل حضور دی بارتولومی در رم بود و او پس از کسب قهرمانی کوپا ایتالیای ۱۹۸۴ از جالوروسی جدا شد. هواداران رم بنری به افتخار دی بارتولومی تهیه کردند که روی آن نوشته شده بود: «آنها رم را از تو گرفتند، ولی هوادارانت را نه.». در نامه‌ای که هواداران نوشته بود نیز آمده بود: «تو به ما یاد دادی که چطور بجنگیم، هم در داخل میدان و هم در زندگی. تو تجسم رؤیای هر پسرِ رمی هستی.»
اسون-گوران اریکسن مربی سوئدی که به رم ملحق شده بود معتقد بود که دی بارتولومی از سرعت کافی برخوردار نیست. بدین ترتیب دی بارتولومی به همراه لیدهولم به میلان پیوست. نکته جالب این بود که دی بارتولومی ۱۶ سال پیش پیشنهاد میلان را رد کرده بود زیرا می‌خواست برای تیم زادگاهش رم به میدان برود.

### میلان
در آن دوران میلان وضعیت خوبی نداشت و دو سقوط به سری ب باعث شده بود تا تیم به شدت ضعیف شود. با این حال، دی بارتولومی سه فصل به عنوان یار ثابت برای میلان در سری آ بازی کرد و حتی در نخستین فصل حضورش در سن سیرو توانست ۹ گل برای روسونری به ثمر برساند. البته نخستین فصل همکاری دی بارتولومی با میلان با جنجال نیز همراه شد. او توانست در دیدار میلان-رم گلزنی کند و پیروزی ۲–۱ میلانی‌ها را رقم بزند. پس از گلزنی برابر رم او با عصبانیت خوشحالی می‌کرد و دلیل انجام حرکتش را این عنوان کرد که او را خیلی زود از «رم عزیزش» کنار گذاشتند. در مسابقه برگشت دو تیم، جنجال بیشتر هم شد. هواداران رم به تندی با دی بارتولومی رفتار کردند و پس از برخوردش با کونتی تقریباً گراتزیانی به سمت کاپیتان سابق رم حمله‌ور شد و جنجال بزرگی به وجود آمد. دی بارتولومی با میلان به جامی دست پیدا نکرد و آن‌ها فقط به فینال کوپا ایتالیا رسیدند و برابر سمپدوریا شکست خوردند. پس از ورود آریگو ساکی به میلان، دی بارتولومی مجبور به ترک میلان شد.

### چزنا
آگوستینو یک فصل بازی برای چزنا به میدان رفت. این آخرین فصل بازی وی در سری آ بود و توانست به چزنا کمک کند تا سقوط نکند.

### سالرنیتانا
دی بارتولومی به سالرنیتانا ملحق شد و دو فصل برای این تیم در سری سی بازی کرد. دی بارتولومی که کاپیتان سالرنیتانا شده بود به این تیم کمک کرد تا پس از ۲۳ سال غیبت در سری ب به آن مسابقات بازگردد. حاصل کار وی در دو فصل ۵۲ بازی و ۱۶ گل بود.
سالرنیتانا آخرین تیم دی بارتولومی بود و او در ۱۹۹۰ بازنشسته شد.

## سبک بازی
جیانی مورا خبرنگار سرشناس در مورد توانایی‌های فنی دی بارتولومی نوشته: «هافبکی که یک دوران بازی دیگر هم داشت، دورانی به عنوان مدافع. این کاری است که تنها بازیکنانی با درک بالا از کار تیمی قادر به انجامش هستند. او را در کنار شیره آ و بکن بائر قرار می‌دهم، به خاطر دیدگاه درست و ظریفش از فوتبال.»

## پس از بازنشستگی
در طول جام جهانی ۱۹۹۰، دی بارتولومی به عنوان کارشناس بازی‌ها در شبکه رای فعالیت کرد. او در کاستلاباته مدرسه فوتبالی با نام دی بارتولومی تأسیس کرده بود. دی بارتولومی سعی می‌کرد دیدگاه فوتبالی‌اش را به کودکان منتقل کند و به آن‌ها اهمیت اخلاق ورزشی و احترام به قوانین را بیاموزد. خودش در این خصوص می‌گفت: «می‌خواهم بچه‌ها با عشق به فوتبال بزرگ شوند و از برخی همکارانم که رفتاری شرم‌آور دارند الگو نگیرند.»

## مرگ و میراث دی بارتولومی
در ۳۰ مه ۱۹۹۴ خبر دردناک و شوکه‌کننده منتشر شد، درست ۱۰ سال پس از فینال جام باشگاه‌های اروپا ۱۹۸۴، زمانی که دی بارتولومی و رم برابر لیورپول شکست خوردند.
دی بارتولومی در ویلایش در سن مارکو واقع در کاستلاباته خودکشی کرد. او با شلیک گلوله‌ای به قلبش به زندگی‌اش پایان داد. تأیید شده بود که دی بارتولومی از افسردگی رنج می‌برد، هر چند برخی ادعا کردند که مشکلات خانوادگی و مالی هم باعث شدند تا او چنین تصمیمی بگیرد.
دی بارتولومی در زمان مرگش ۳۹ ساله بود و در ایتالیا از شهرت خاصی برخوردار است.
جیانی مورا خبرنگار سرشناس در مورد او نوشته: «کاپیتان‌های واقعی شاید بمیرند یا تصمیم بگیرند بمیرند، اما فراموش کردن آن‌ها غیرممکن است.»
در ۲۰ سپتامبر ۲۰۱۲، باشگاه رم اسامی اولین گروه از بازیکنانی که نامشان در تالار مشاهیر باشگاه قرار می‌گرفت را اعلام کرد و یکی از آن ۱۱ بازیکن دی بارتولومی بود.
همچنین باشگاه رم زمین فوتبالی برای بازی‌های تیم جوانانش احداث کرد و نام آن را دی بارتولومی گذاشت.
در ۱۶ آوریل ۲۰۱۴، ۲۰ سال پس از مرگ دی بارتولومی، سالرنیتانا به افتخار کاپیتان سابقش پیراهنی ویژه پوشید و به مصاف مونزا رفت. آن پیراهن همچون پیراهنی بود که دی بارتولومی در فصل ۱۹۹۰–۱۹۸۹ می‌پوشید و امضایش نیز روی آن حک شده بود.
پائولو سورنتینو کارگردان ایتالیایی برنده جایزه اسکار نیز در ۲۰۰۱ فیلمی ساخت با نام «مرد اضافی» و شخصیت اصلی فیلم آنتونیو پیزاپیا با الهام از دی بارتولومی خلق شده بود. سورنتینو فیلمش را به دی بارتولومی تقدیم کرد.
فرانچسکو دل گروسو مستندی در مورد دی بارتولومی ساخت و به بررسی زندگی فوتبالی او پرداخت.
در ۲۰۱۰ نیز کتابی در مورد دی بارتولومی چاپ شد.
شورای کاستلاباته هم نام دی بارتولومی را روی خیابانی در روستای سان مارکو گذاشت.
در ۱۱ ژانویه ۲۰۱۵ هواداران رم بنرهای بسیار بزرگی به جایگاه ویژه‌شان در استادیو الیمپیکوی رم بردند و روی یکی از بنرها چهره دی بارتولومی دیده می‌شد.
حاصل ازدواج دی بارتولومی و همسرش مارسیا پسری است به نام لوکا که حالا در جهان سیاست فعالیت می‌کند.

## افتخارات

### در رده باشگاهی

#### آ.اس. رم
- دو قهرمانی لیگ جوانان ایتالیا با رم در سال‌های ۱۹۷۳ و ۱۹۷۴
- دو قهرمانی جام حذفی جوانان ایتالیا با رم در سال‌های ۱۹۷۴ و ۱۹۷۵
- سه قهرمانی کوپا ایتالیا در سال‌های ۸۰، ۸۱ و ۸۴
- یک قهرمانی لیگ ایتالیا در سال ۱۹۸۳
- فینالیست جام باشگاه‌های اروپا در ۱۹۸۴